# Alan Valentine
Alan Valentine   (Glen Cove, 23 de febrer de 1901 - Rockland, 14 de juliol de 1980) va ser un jugador de rugbi a 15 estatunidenc que va competir durant la dècada de 1920. Va ser president de la Universitat de Rochester i va servir a l'Administració Truman com a funcionari del Pla Marshall i com a primer cap de l'Agència d'Estabilització Econòmica.
Nascut a Glen Cove, Nova York, en una família quàquer, Valentine es va llicenciar al Swarthmore College, i va obtenir un màster a la Wharton School de la Universitat de Pennsilvània i al Balliol College de la Universitat d'Oxford amb una beca Rhodes. El 1924 va ser seleccionat per jugar amb la selecció dels Estats Units de rugbi a 15 que va prendre part en els Jocs Olímpics de París, on guanyà la medalla d'or.
De tornada als Estats Units va ensenyar anglès a Swarthmore, per posteriorment exercir de professor d'història a la Universitat Yale. El 1935 fou escollit president de la Universitat de Rochester, càrrec del qual dimití el 1949. Entre 1948 i 1949 va dirigir el Pla Marshall als Països Baixos. L'octubre de 1950, el president Harry S. Truman el va escollir per dirigir la nova Agència d'Estabilització Econòmica.